# Course aux points masculine aux Jeux olympiques d'été de 2000
Navigation
Atlanta 1996 Athènes 2004
La course aux points masculine est l'une des douze compétitions de cyclisme sur piste aux Jeux olympiques de 2000. Elle consistait en 160 tours de piste (40 kilomètres). 16 sprints étaient disputés donnant respectivement 5, 3, 2 et 1 points aux quatre premiers. Les points du dernier sprint sont doublés.

## Course (20 septembre)
| Rang                                | Coureur            | Pays             | Points        |
| ----------------------------------- | ------------------ | ---------------- | ------------- |
| Médaille d'or, Jeux olympiques      | Joan Llaneras      | Espagne          | 14            |
| Médaille d'argent, Jeux olympiques  | Milton Wynants     | Uruguay          | 18 (-1 tour)  |
| Médaille de bronze, Jeux olympiques | Alexei Markov      | Russie           | 16 (-1 tour)  |
| 4                                   | Ho-Sung Cho        | Corée du Sud     | 15 (-1 tour)  |
| 5                                   | James Carney       | États-Unis       | 10 (-1 tour)  |
| 6                                   | Franz Stocher      | Autriche         | 8 (-1 tour)   |
| 7                                   | Glen Thomson       | Nouvelle-Zélande | 6 (-1 tour)   |
| 8                                   | Silvio Martinello  | Italie           | 5 (-1 tour)   |
| 9                                   | Brian Walton       | Canada           | 1 (-1 tour)   |
| 10                                  | Stuart O'Grady     | Australie        | 26 (-2 tours) |
| 11                                  | Wong Kam Po        | Hong Kong        | 14 (-2 tours) |
| 12                                  | Bruno Risi         | Suisse           | 13 (-2 tours) |
| 13                                  | Jonny Clay         | Grande-Bretagne  | 10 (-2 tours) |
| 14                                  | Juan Curuchet      | Argentine        | 8 (-2 tours)  |
| 15                                  | Matthew Gilmore    | Belgique         | 6 (-2 tours)  |
| 16                                  | Makoto Iijima      | Japon            | 6 (-2 tours)  |
| 17                                  | Vasyl Yakovlev     | Ukraine          | 5 (-2 tours)  |
| 18                                  | Wilco Zuijderwijk  | Pays-Bas         | 3 (-2 tours)  |
| 19                                  | Christophe Capelle | France           | 2 (-2 tours)  |
| 20                                  | Sergey Lavrenenko  | Kazakhstan       | 1 (-2 tours)  |
| 21                                  | Marlon Pérez       | Colombie         | 0 (-2 tours)  |
| 22                                  | Jimmi Madsen       | Danemark         | 0 (-2 tours)  |
| 23                                  | Thorsten Rund      | Allemagne        | 0 (-2 tours)  |

## Sources
- Résultats